# Liste der Kulturdenkmale in Bösenbrunn

Wappen von Bösenbrunn

In der Liste der Kulturdenkmale in Bösenbrunn sind die Kulturdenkmale der sächsischen Gemeinde Bösenbrunn verzeichnet, die bis Juni 2019 vom Landesamt für Denkmalpflege Sachsen erfasst wurden (ohne archäologische Kulturdenkmale). Die Anmerkungen sind zu beachten.
Diese Aufzählung ist eine Teilmenge der Liste der Kulturdenkmale im Vogtlandkreis. 

## Bösenbrunn
| Bild                                    | Bezeichnung | Lage                           | Datierung | Beschreibung | ID       |
| --------------------------------------- | --- | ------------------------------ | --- | --- | -------- |
| Direkt Bild zu diesem Denkmal hochladen | Fuchsmühle: Schneidemühle (mit Sägegatter und Mühlentechnik), Mahlmühle und daran angebautes Wohnhaus (Umgebinde) mit angebautem Backhaus sowie Stallscheune eines Mühlenanwesens und Mühlgraben | Am Untertriebelbach 4 (Karte)  | 18. Jahrhundert (Wohnhaus); 19. Jahrhundert (Schneidemühle); um 1900 (Stallscheune); bezeichnet mit 1950 (Mahlmühle) | Mühle 1683 erwähnt als Besitz der Herrschaft des Adam Ulrich von Neidberg, Wohnhaus mit Fachwerk-Obergeschoss und regionaltypischer Umgebinde-Konstruktion, Backhaus mit altdeutschem Backofen, geschlossene Anlage eines Mühlgutes mit ablesbaren Spuren der Erweiterung, baugeschichtlich und ortsgeschichtlich von Bedeutung. - Schneidemühle (Sägemühle): zweigeschossig, Erdgeschoss Bruchstein, zum Teil Holzverbretterung, Obergeschoss verbrettert und Giebel verbrettert, rückseitig hölzerne Wasserradwelle über Mühlgraben und Radkammer, Obergeschoss breite Öffnung mit Sägewerk und angebautem Schauer, alte Technik vorhanden: Transmissionsgetriebe im Erdgeschoss sowie Kammradgetriebe und älteres Vertikalgatter mit Holzrahmen, Satteldach, Schieferdeckung, giebelseitig Holzanbau Sägewerk mit oberschlächtigem Wasserrad - Mahlmühle: Fuchsmühle, Albert-Jahn-Anbau, Sandstein-Tafel, überdachtes hölzernes Eingangstor, dreigeschossig, Erdgeschoss Quadersteine (Sandstein), innen mit altem Aufzug, Satteldach, Schleppgaupe - Stallscheune: gerade Decke mit Eisenträgern, zwei Haustüren, Schiefer-Sohlbänke, Granitgewände - Mühlenwohnhaus: zweigeschossig, dreiseitiges Umgebinde, Obergeschoss Fachwerk, im Erdgeschoss schöner Fachwerk-Giebel, Ständer balusterartig profiliert, Satteldach (Eternit) mit Schleppgaupen, im Obergeschoss zum Teil Fenster vergrößert, rückwärtig Backhausanbau mit altdeutschem Backofen, hinter dem Mühlengebäude und der Schneidemühle verlaufender Mühlgraben mit Überlauf zum Wasserrad | 08985578 |
| Direkt Bild zu diesem Denkmal hochladen | Röhrenkastenbrunnen | Drödaer Straße (Karte)         | Bezeichnet mit 1851                                                                                                  | Straßenbildprägendes Denkmal der Wirtschaftsgeschichte. Granitwassertrog, längsrechteckig, an der Längsseite bezeichnet mit „1851 C.F.W.“, vermutlich ehemals zum Rittergut gehörig. | 08985659 |
| Direkt Bild zu diesem Denkmal hochladen | Herrenhaus des ehemaligen Rittergutes | Drödaer Straße 1 (Karte)       | 1727 | Ursprünglich wohl der Familie Sack gehörend (1440 urkundliche Ersterwähnung als Rittergut der Säcke von Geilsdorf), später den Familien von Tettau, von Neidhard und Wauer, 1929–1945 im Besitz des Fabrikanten Koch aus Oelsnitz, stattlicher Putzbau mit Mansarddach (Kunstschiefer), Mittelrisalit mit Dreiecksgiebel an der Hofseite, straßenbildprägender Bau mit wertvoller Innenausstattung, baugeschichtlich und ortsgeschichtlich von Bedeutung. Zweigeschossig, massiv, verputzt, Mittelrisalit (drei Fensterachsen) mit Zwerchhaus und Dreiecksgiebel mit ovalem Fenster, profilierte Holztraufe, Satteldachgaupen (verschiefert), Rechteckfenster, im Obergeschoss originale Fenster mit profiliertem Kämpfer und profilierten kannelierten Fensterpfosten mit Kapitell, sieben Fensterachsen traufseitig, Rechteckportal, darüber Inschrifttafel mit Wappen von 1727. Innen: Bleiglasfenster Jagdmotiven. Im Obergeschoss Saal mit Ausstattung: Kachelofen (1930er Jahre) mit Tiermotiven, zum Teil originale Holzpaneele, originale Holztüren mit Bemalung (Jagdmotive), doppelte zweiflügelige rundbogige Tür, Fenster mit Stichkappen, originales Treppenhaus mit Decken, im Erdgeschoss großer Flur ähnlich einem „Sala terrena“, Doppeltüren mit Oberlicht. | 08985573 |
| Direkt Bild zu diesem Denkmal hochladen | Pechpfanne | Drödaer Straße 1 (vor) (Karte) | 19. Jahrhundert | Sogenannter Griebenherd, Zeugnis der Pechsiederei als wichtiges Gewerbe vergangener Zeiten, Denkmal der vogtländischen Produktionsgeschichte, heimatgeschichtlich von Bedeutung. 1426 erstmals Pechsiederei erwähnt, bis Anfang 20. Jahrhundert betrieben. Steinerner Bottich aus vogtländischem Granit (zur Gewinnung von Schwarzpech, das durch die Abflussöffnung tropfte, die sich am Grunde des Herdes befindet). Verwendung des Pechs als Wagenschmiere, für Bootsbauer, Schuh- und Bürstenmacher, zur Herstellung von Terpentinöl, das Pechsieden fand nur einmal jährlich im Herbst statt. Maße: 92 cm × 90 cm × 34 cm, aus Granit (restauriert). | 08985574 |
| Direkt Bild zu diesem Denkmal hochladen | Wohnhaus | Drödaer Straße 15a (Karte)     | Anfang 19. Jahrhundert                                                                                               | Eingeschossiges Gebäude mit Satteldach, authentisches Zeugnis der vogtlandtypischen Blockbauweise, in gutem Originalzustand erhalten, baugeschichtlich von Bedeutung. Wohnhaus mit Blockstube, Bruchstein-Sockel und Umschrot, Holzgewände (Fenster und Tür), alte Eingangstür mit kleinem Oberlicht, altes Fenster mit Fensterladen, Rückseite massiv erneuert, nur im vorderen Teil Blockstube, Giebeldreieck verbrettert, Satteldach (Stehfalzblech), kleine Schleppgaupe. | 08985572 |
| Direkt Bild zu diesem Denkmal hochladen | Kirche (mit Ausstattung), Kirchhof mit Einfriedungsmauer und Wassertrog auf dem Kirchhof | Hauptstraße (Karte)            | 1615–1617, später überformt (Kirche); um 1800 (Brunnen)                                                              | Einfache Saalkirche mit Dachreiter, bemerkenswerter Granitwassertrog (Röhrenkastenbrunnen), baugeschichtliche und ortshistorische Bedeutung. Kleine Saalkirche auf rechteckigem Grundriss, Bruchstein, verputzt, Rundbogenfenster, vor Westfassade eingeschossiger Vorbau mit Satteldach, linker Kreuzarm mit Walmdach (Schieferdeckung). - Kirche gesamt: Satteldach, Schieferdeckung, Chor im 3/8-Schluss, Strebepfeiler, mittig kleiner quadratischer Dachreiter mit Zeltdach, Kugel und Kreuz - Innen flach gedeckter Emporensaal (eingeschossig), unter der Nordempore Herrschaftsloge, unter Südempore Sakristei, klassizistischer Kanzelaltar (bezeichnet mit 1856), kannelierte Säulen, Schalldeckel, Orgel von Karl Eduard Schubert 1865/68 - Einfriedung (nur am Weg erhalten): Bruchsteinmauer, schräge Brettverdachung - auf dem Friedhof Granitwassertrog (Ende 18. Jahrhundert), längsrechteckiger Trog mit Abflussrinne, Seitenwand mit Randprofil | 08985577 |
| Direkt Bild zu diesem Denkmal hochladen | Wohnhaus mit Bäckerei (mit historischem Backofen im Hausflur), Scheune, Stallgebäude und Garage (Bäckerei Erich Wettengel)                                                                       | Hauptstraße 9 (Karte)          | Um 1900/1920 (Bäckerei); um 1900 (Backofen); um 1930 (Garage)                                                        | Einfach gegliederter Putzbau, bis 1960 Bäckerei, ortshistorisches Zeugnis der ehemaligen Bäckerei mit alter Technik, technisches Denkmal | 08985576 |
| Direkt Bild zu diesem Denkmal hochladen | Kriegerdenkmal für die Gefallenen des Ersten Weltkrieges | Hauptstraße 15 (bei) (Karte)   | Um 1920 | Ortshistorische Bedeutung | 08985575 |
| Direkt Bild zu diesem Denkmal hochladen | Mundloch des Bergbauschachtes (Brüder-Einigkeit-Erbstolln) | Mühlleithe (Karte)             | 1687–1688 | Bestandteil des Lehr- und Wanderpfandes „Vogtländischer Bergbau“, Denkmal der älteren Bergbaugeschichte des Vogtlandes. 1687/88 wurden hier Eisenerz, Kupfer und Kobalt gefördert. Mundloch unregelmäßig in den Fels gehauene viereckige Öffnung, davor neue Mundloch-Ummauerung (Ende 20. Jahrhundert) aus Theumaer Schiefer (Segmentbogen-Öffnung), alte Stirnmauer durch Bruchstein gefertigt, eine seitliche Mauerwange aus Bruchstein mit Schieferabdeckung. | 08985661 |
| Direkt Bild zu diesem Denkmal hochladen | Ehemalige Pechsiederei in Ecklage zur Straße Am Untertriebelbach | Mühlleithe (Karte)             | 19. Jahrhundert | Seltenes Zeugnis der Wirtschaftsweise vergangener Zeiten. Eingeschossig mit Drempel, Bruchstein- und Feldsteinmauerwerk, darüber Ziegelstein-Aufstockung, traufseitig mittig großes Holzschiebetor, Drempel verbrettert, Ladeluke mit Holzfensterläden, Satteldach, straßenseitig im unteren Teil des Mauerwerkes viereckige (Abfluss?)-Öffnung. | 08985660 |
| Direkt Bild zu diesem Denkmal hochladen | Mundloch einer Flussspatgrube | Mühlleithe (Karte)             | 1955 | Bis 1960er Jahre in Betrieb, technisches Denkmal der jüngeren Bergbaugeschichte im Vogtland. Rechteckiges Mundloch einer Flussspatgrube, Stirnmauer mit geradem Sturz (Granitquadermauerwerk), Eisengitter, vor dem Mundloch Reste von Schienen und zwei Loren. | 08985662 |

## Bobenneukirchen
| Bild                                    | Bezeichnung | Lage                     | Datierung                                                                                                   | Beschreibung | ID       |
| --------------------------------------- | --- | ------------------------ | --- | --- | -------- |
| Direkt Bild zu diesem Denkmal hochladen | Pfarrhaus, Einfriedung, Scheune eines Pfarrhofes | An der Hohle 2 (Karte)   | 1. Hälfte 19. Jahrhundert, im Kern älter                                                                    | Pfarrhaus, Putzbau mit repräsentativem Portal mit Halbsäulen, ortshistorische Bedeutung, bildet Ensemble mit Kirche. - Pfarrhaus: zweigeschossig, mit Kellersockel, massiv, verputzt, Fensterfaschen, profilierte Traufe, Walmdach, Schieferdeckung, Segmentbogen-Kellerzugang, klassizistisches Portal mit Halbsäulen, profilierter gerader Türsturz und Dreiecksverdachung mit Volute - Einfriedung: Bruchstein-Mauer mit schräger Holzverdachung - Scheune: zweigeschossig, verbrettert, Satteldach (Pappe), Holzfenster, hoher Bruchstein-Sockel | 08985579 |
| Direkt Bild zu diesem Denkmal hochladen | Wohnhaus | Kieselackerweg 9 (Karte) | Um 1800 | Obergeschoss Fachwerk, Erdgeschoss mit Blockstube, giebelständig zur Straße stehend, von sozialhistorischer Bedeutung. Zweigeschossiges Wohnhaus mit Blockstube im Erdgeschoss (verputzt), giebelseitiger verbretterter Holzvorbau, Giebel verbrettert, Holzsohlbänke, Obergeschoss Holzgewände, Haus nach hinten abgeschleppt (Frackdach), Satteldach (Eternit, hofseitig Stehfalzblech), Mittelteil rückwärtig massiv (Bruchstein, verputzt), vermutlich Schwarze Küche, Bruchstein-Sockel, Balken verkämmt, Obergeschoss leicht vorkragend, Fachwerk, verputzt, Fenster vergrößert, traufseitig Vorhäuschen (neu), zum Teil alte Fenster, ursprünglich Fensterläden, Einschubdecke, hintere Haushälfte unterkellert (Tonnengewölbe), altes Treppenhaus, Holzbalkendecke mit gefasstem Unterzug. | 08985581 |
| Weitere Bilder                          | St. Margaretenkirche (mit Ausstattung), Kirchhof mit Einfriedung und Kriegerdenkmal für die Gefallenen des Ersten Weltkrieges, Grabplatte an der Kirche, Leichenhalle mit Toilettenanbau auf dem Kirchhof | Kirchgasse (Karte)       | 1546 (Grabplatte); 1706–1707 (Kirche); 1737 (Kirchturm); um 1900 (Leichenhalle); nach 1918 (Kriegerdenkmal) | Barocke Saalkirche mit polygonalem Chorschluss und Südturm, von baugeschichtlicher, ortsbildprägender und ortshistorischer Bedeutung. - Kirche: verputzt, Bruchstein, südwestlicher Kirchturm auf quadratischem Grundriss, Glockengeschoss als oktogonaler Turm mit Welscher Haube, Laterne, Zwiebelturm, Kugel und Wetterfahne, Chor mit Strebepfeilern und 3/8-Schluss, doppelte Emporen, Chorgestühl mit Betstübchen von 1737, flach gedeckter Innenraum, Ausmalung von 1906, Kanzelaltar von J. N. Knoll aus Hof von 1704, Orgel von G. Bärmig (1862), mehrfach profilierte Holztraufe, Spitzbogenfenster mit rundbogigen Faschen - Leichenhalle: eingeschossig, Ziegelstein, verputzt, vorderer Teil verbrettert auf Bruchstein-Sockel, alte Eingangstür mit Oberlicht (um 1900), Satteldach mit Schieferdeckung, giebelseitig Anbau eines verbretterten eingeschossigen Toilettenhäuschens mit Vergitterung, Holztür mit originaler Aufschrift - Einfriedung: Bruchsteinmauer, verbretterte und verschieferte Abdeckung, zwei quadratische Torpfeiler - Kriegerdenkmal für Gefallene des Ersten Weltkrieges: Wandgedenkstein an der Südseite der Kirche, vier Schieferplatten mit Inschrift: „Unseren im Weltkrieg 1914/18 Gebliebenen“ und die Namen der Gefallenen, an Pfeilern Eisernes Kreuz, seitlich zwei Pfeiler, Pultdach (Schieferdeckung), profilierte Holztraufe - Grabplatte: von Reitzenstein, verwittert, aus Quarz | 08985580 |
| Direkt Bild zu diesem Denkmal hochladen | Ehemalige Kaplanei | Kirchgasse 1 (Karte)     | Wohl 1. Hälfte 18. Jahrhundert                                                                              | Fachwerkhaus in zentraler Lage neben Kirche und Pfarrhaus, baugeschichtliche und ortsgeschichtliche Bedeutung | 09305721 |

## Burkhardtsgrün
| Bild                                    | Bezeichnung                    | Lage                       | Datierung            | Beschreibung | ID       |
| --------------------------------------- | ------------------------------ | -------------------------- | -------------------- | --- | -------- |
| Direkt Bild zu diesem Denkmal hochladen | Wohnstallhaus eines Hakenhofes | Possecker Straße 8 (Karte) | Ende 18. Jahrhundert | Eingeschossig mit hohem Kellersockel (Bruchstein), geschlossene Anlage in vogtlandtypischer Bauweise, baugeschichtlich von Bedeutung. Umschrot, zurückspringender Giebel verbrettert (darunter Fachwerk-Konstruktion), hintere Haushälfte massiv (Bruchstein), verbrettert, mittlerer Hausteil Ziegelstein, verbrettert, vordere Haushälfte unterkellert (Tonnengewölbe), Schwarze Küche mit gezogener Esse, ehemals Blockstube (massiv erneuert), innen originale Raumgröße, Einschubdecke mit originaler Balkenlage, Giebeldreieck an Hausrückseite verbrettert, Satteldach (Schiefer, deutsche Deckung), drei Schleppgaupen. | 08985570 |

## Engelhardtsgrün
| Bild                                    | Bezeichnung                                                | Lage                     | Datierung                         | Beschreibung | ID       |
| --------------------------------------- | ---------------------------------------------------------- | ------------------------ | --------------------------------- | --- | -------- |
| Direkt Bild zu diesem Denkmal hochladen | Wohnstallhaus, Torbogen und Bienenhaus eines Vierseithofes | Talsperrenweg 11 (Karte) | 18. Jahrhundert, spätere Umbauten | Wohnstallhaus Obergeschoss Fachwerk, Rähmholz im vorderen Hausteil mit Schiffskehle profiliert, Zeugnis der ländlichen Wirtschaftsweise mit wertvollen authentischen Details, baugeschichtlich von Bedeutung. - Wohnstallhaus: zweigeschossig, Bruchsteinsockel (Schiefer), hofseitig Erdgeschoss massiv, Obergeschoss Fachwerk, vorderer Teil verbrettert, Giebel massiv, Fenster vergrößert, Erdgeschoss Fachwerk an der straßenseitigen Traufseite, zum Teil massiv erneuert, Obergeschoss Fachwerk - In der Hausmitte großes Zwerchhaus: Erdgeschoss massiv, Obergeschoss und Giebel Fachwerk, mit Satteldach (Kunst-Schiefer), Rähmholz im vorderen Hausteil profiliert (Schiffskehle) - Rundbogiges Hoftor mit Schlussstein, verschiefertes Pultdach, Kämpfer profiliert, Holztor mit Holzbalken-Sturz, rechtwinklig angrenzendes Bienenhaus (verbrettert, Pultdach, Pappe) | 08985569 |

## Schönbrunn
| Bild                                    | Bezeichnung | Lage                           | Datierung                                                       | Beschreibung | ID       |
| --------------------------------------- | --- | ------------------------------ | --------------------------------------------------------------- | --- | -------- |
| Direkt Bild zu diesem Denkmal hochladen | Gartenhaus eines Rittergutes (ehemaliges Pöhlhaus), später Heimatstube Schönbrunn                                                           | Am Pöhl (Karte)                | Ende 18. Jahrhundert                                            | Auf dem Pöhl erbautes Gartenhaus, mit Blockstube, als ältestes Haus von Schönbrunn baugeschichtlich bedeutendes Zeugnis der bäuerlichen Ortsgeschichte und des Bergbaus im Schönbrunner Revier. Eingeschossiges Lehmstockhaus, Holzdachschindeln (erneuert), Holztraufe (profiliert), Walmdach, Türgewände Holz, Holzfenster, Fensterläden, eine Giebelseite Fachwerk auf Bruchsteinsockel (Lehmstrohausfachung), Treppenaufgang (Granitstufen), auch als „Pöhlberg“ bezeichnet, im Inneren Räucherkammer erhalten, später als HJ-Heim und danach als Flüchtlingswohnung genutzt. | 08985583 |
|                                         | Huthaus oder Steigerhaus, Bergschuppen und Nebengebäude sowie Halde, Mundloch und Pinge eines ehemaligen Eisenbergwerkes (Ludwig-Fundgrube) | Lauterbacher Straße 15 (Karte) | Um 1900                                                         | Seit etwa 1763–1860 Grube in Betrieb, Zeugnis der Bergbaugeschichte im Vogtland. Erzbergbau erfolgte meist im Tagebau, hier waren um 1860 bis zu 50 Bergleute tätig, Stolleneingänge bei Niedrigwasser zu erkennen, im Nordteil der Grube Thuringitschiefer sichtbar. - Hut- bzw. Steigerhaus: eingeschossig mit Drempel, Erdgeschoss massiv, verputzt, Drempel verbrettert, flaches Satteldach mit profilierten Sparrenköpfen, Hängegiebel, weiter Dachüberstand, Fensterfaschen und Winterfenster, Rückseite Zwerchhaus mit Satteldach und Fachwerkskonstruktion im Giebel - Bergschuppen: verbrettert, Satteldach (Pappe), Holztor, giebelseitig zweigeschossig, hinten eingeschossig, giebelseitig Erdgeschoss Bruchstein, Obergeschoss verbrettert, Stirnmauer Bruchstein - Seitengebäude: eingeschossig, verbrettert, Satteldach, Falzziegel, eingeschossiger niedriger Anbau, Holztore mit Eisenbeschlägen - Halde südlich des Huthauses, Binge und Mundloch nördlich, viereckiges grob gehauenes Mundloch, talartig eingetiefte Binge eingebrochen, von dem alten Eisenbergwerk ist ein zum Teil mit Wasser gefülltes Restloch der ehemaligen „Ludwig Fundgrube“ vorhanden | 08985582 |
| Direkt Bild zu diesem Denkmal hochladen | Friedhofskapelle, Grufthaus und Kriegerdenkmal für die Gefallenen des Ersten Weltkrieges auf dem Friedhof                                   | Zum Sportplatz (Karte)         | 1907 (Kapelle); um 1907 (Grufthaus); nach 1918 (Kriegerdenkmal) | Kapelle neogotischer Klinkerbau mit kräftigem Dachreiter, ortshistorische Bedeutung. - Kapelle: Eingeschossiger roter Klinkerbau auf Bruchsteinsockel, gelbe Klinkergliederung, sowie grün glasierte Klinker (Fenstersturzbögen, Sohlbänke, zwei Kreuze an Giebelseite), Spitzbogenfenster, mittleres Fenster gekuppelte Spitzbogenfenster, profilierte Traufe (massiv), giebelseitig Mittelrisalit leicht vorkragend mit konkav geschwungener Überdachung auf geradem profiliertem Gesims, originale Eingangstür mit Oberlicht (strahlenförmige Holzsprossen), über Eingang Rundfenster, Granitstufen, Krüppelwalmdach (Schieferdeckung), quadratischer Dachreiter mit Lüftungslaterne (an jeder Seite gekuppelte Rundbogenfenster mit Holzjalousie), spitzes Zeltdach (verschiefert) mit Dreiecksfenstern, Kugelaufsatz - Innen rechteckförmiger Saal mit niedrigerem Choranbau, rechteckiger Grundriss, innen konchenartige Altarnische, Walmdach mit Fledermausgaupen - Gruft an der Friedhofsmauer: Ruhestätte der Familie Stengel, Schröter und Seifert (Rittergutsbesitzer bzw. Rittergutspächter), Klinkerbau mit Kunststein-Gliederung, quadratischer Grundriss, Granitstufen, Rechteckportal mit Dreiecksgiebel, Eisengitter, flankiert von Ecklisenen aus Ziegelstein, Attika (Kunststein und Ziegelstein) mit flachem Dreiecksgiebel und Kreuzaufsatz - Kriegerdenkmal für die Gefallenen des Ersten Weltkrieges: grob bzw. unbehauene Granitstele auf rechteckigem abgetrepptem Granitsockel, Inschrift: „1914–1918“ und die Namen der Gefallenen, „gewidmet vom Turnverein Schönbrunn“ und eingeritztes Eisernes Kreuz (nach 1990 Inschrifttafel ergänzt: „Gedenken der Opfer des Zweiten Weltkrieges“) | 08985584 |

## Tabellenlegende
- Bild: Bild des Kulturdenkmals, ggf. zusätzlich mit einem Link zu weiteren Fotos des Kulturdenkmals im Medienarchiv Wikimedia Commons. Wenn man auf das Kamerasymbol klickt, können Fotos zu Kulturdenkmalen aus dieser Liste hochgeladen werden:
- Bezeichnung: Denkmalgeschützte Objekte und ggf. Bauwerksname des Kulturdenkmals
- Lage: Straßenname und Hausnummer oder Flurstücknummer des Kulturdenkmals. Die Grundsortierung der Liste erfolgt nach dieser Adresse. Der Link (Karte) führt zu verschiedenen Kartendiensten mit der Position des Kulturdenkmals. Fehlt dieser Link, wurden die Koordinaten noch nicht eingetragen. Sind diese bekannt, können sie über ein Tool mit einer Kartenansicht einfach nachgetragen werden. In dieser Kartenansicht sind Kulturdenkmale ohne Koordinaten mit einem roten bzw. orangen Marker dargestellt und können durch Verschieben auf die richtige Position in der Karte mit Koordinaten versehen werden. Kulturdenkmale ohne Bild sind an einem blauen bzw. roten Marker erkennbar.
- Datierung: Baubeginn, Fertigstellung, Datum der Erstnennung oder grobe zeitliche Einordnung entsprechend des Eintrags in der sächsischen Denkmaldatenbank
- Beschreibung: Kurzcharakteristik des Kulturdenkmals entsprechend des Eintrags in der sächsischen Denkmaldatenbank, ggf. ergänzt durch die dort nur selten veröffentlichten Erfassungstexte oder zusätzliche Informationen
- ID: Vom Landesamt für Denkmalpflege Sachsen vergebene, das Kulturdenkmal eindeutig identifizierende Objekt-Nummer. Der Link führt zum PDF-Denkmaldokument des Landesamtes für Denkmalpflege Sachsen. Bei ehemaligen Kulturdenkmalen können die Objektnummern unbekannt sein und deshalb fehlen bzw. die Links von aus der Datenbank entfernten Objektnummern ins Leere führen. Ein ggf. vorhandenes Icon  führt zu den Angaben des Kulturdenkmals bei Wikidata.